# ليوني تايلور
ليوني تايلور (بالإنجليزية: Louise Taylor)‏ هي نبالة أمريكية، ولدت في مارس 1870 في سينسيناتي في الولايات المتحدة، وتوفي بنفس المكان في القرن العشرين.

## وصلات خارجية
- ليوني تايلور على موقع اللجنة الأولمبية الدولية (الإنجليزية)
- ليوني تايلور على موقع أوليمبيديا (الإنجليزية)